# 1960년 아가디르 지진
1960년 아가디르 지진은 1960년 2월 29일 23시 40분(UTC) 모로코 서부 대서양 해안가의 도시인 아가디르 인근에서 발생한 지진이다. 지진의 모멘트 규모는 Mw5.8로 그리 크지 않았지만 진원 깊이가 15 km로 얕아 수정 메르칼리 진도 계급 기준 최대진도 X의 매우 강한 흔들림이 발생했다. 이 지진으로 12,000명에서 15,000명(당시 도시 인구의 1/3)이 사망하고 12,000명이 부상을 입었으며 35,000명이 집을 잃고 난민이 되는 등 모로코 역사상 가장 피해가 큰 지진으로 기록되었다. 특히 포운티, 카스바흐, 야체치, 탈보리지트 지역에서 가장 큰 피해가 있었다. 지진공학자와 지진학자들은 지진의 진원이 매우 얕은 곳인데다 항구도시인 아가디르와 가까웠고 건설 방식이 매우 부실하여 지진으로 큰 피해를 입었다고 분석했다.

## 지진
전 세계의 지진 관측소에서 아가디르 지진의 흔들림이 기록되었지만, 진앙을 정확하게 찾을 수 있을 만큼 현장과 가까운 지진 관측소는 거의 없었으며 사용 가능한 정보를 바탕으로 추정한 진앙은 카스바흐 북북서쪽 8 km 지점이다. 최대 흔들림 관측 기법(가장 진도가 높은 지점을 파악하는 방법)에 따르면 진앙은 야체치에서 북쪽으로 1 km 떨어진 곳이다. 본진에 앞서 일련의 전진 활동이 관측되었다. 최초의 전진은 2월 23일에 발생한 최대진도 III 혹은 IV의 지진이며, 본진 당일에는 점심 시간대에 최대진도 VI의 전진이 발생했다.
본진은 무슬림이 지키는 라마단 3일차에 발생했으며 지진으로 수많은 호텔, 아파트, 시장, 사무실 건물이 붕괴되었다. 지하 수도관도 끊어지고 하수도 체계가 무너졌다. 수백년간 서 있던 오래된 요새인 아가디르 우플라 카스바의 언덕이 무너졌다. 수도관이 파괴되어 수압이 사라지고 대부분의 소방서도 지진으로 붕괴되어 거주자들이 사망해 리조트 도시인 아가디르에서는 화재를 진압할 소방관과 자원이 없는 상태에서 많은 화재가 발생했다. 도시의 거의 70%가 폐허가 된 상태에서 아가디르 내부로 구조 작전을 시작하거나 준비할 수 없었다. 아침이 되자 프랑스군과 미국 제6함대 소속 수병이 아가디르 해안에 접근해 정박하고 구조 작업을 준비했다.
영국의 작가 개빈 맥스웰은 지진 발생 당시 모로코에 머물고 있었으며 그의 저서인 《The Rocks Remain》에서 자신의 지진 경험과 모로코 정부 주요 인사, 친구 등 현지의 다른 사람들의 경험을 한데 묶어 지진을 묘사했다.

## 쓰나미
1960년 3월 2일 신문 보도에 따르면 쓰나미가 어떻게 해안으로 밀려들어왔는지 묘사하면서 "해일이 백사장을 가로질러 300 m 정도 안 마을로 들어왔다. 도시 부두는 두동강이 났다"고 말했다. 쓰나미 발생 여부는 1960년 3월 캘리포니아 대학교 버클리의 레이 윌리엄 클로우 등의 지진공학 팀이 아가디르 지역의 지진 피해와 건물 붕괴를 조사한 후 미국 철강 협회에서 반박글을 올렸다. 조사 결과 보고서에 따르면 대형 크레인 5대를 넘어뜨린 결정적인 원인이 된 항만의 큰 균열과 침하 현상이 발생하는 등 항구에 큰 피해가 있긴 했지만 지진 당시 항구의 큰 파도로 홋줄이 끊어졌다고 증언한 네덜란드 화물선의 선원 증언을 제외하고는 큰 쓰나미가 발생했다는 물리적 증거나 신뢰할 수 있는 증언이 없었다. 1964년 발간된 《미국 지진학회 회보》에서도 인근 조위계 수위의 증거 부족으로 파괴적인 쓰나미는 가능성이 없다고 기록했다.

## 대응
당시 모로코의 국왕이었던 무함마드 5세는 모로코의 모든 도시에 원조를 준비하고 보내달라는 방송을 내보냈다. 무함마드 5세와 그의 아들 물레이 하산 왕세자는 여러 내각장관과 함께 피해 지역을 방문해 지진 영향을 직접 봤다. 국왕은 이맘으로써 구조대원들에게 라마단 기간 낮 동안 물과 음식을 금식하는 데 특별 사면령을 내렸지만, 그럼에도 대부분의 구조대원들은 금식을 지속했다. 프랑스와 미국의 군용기가 구호활동을 지원하기 위해 아가디르로 날아갔다. 모로코군도 긴급 지원을 제공해 진원에서 약 249 km 떨어진 벤게리르 공군기지에서 헬리콥터를 지원했다.
도착하자마자 프랭크 픽 애커스 해군 제독(동대서양 및 지중해 미 함대 항공사령관)은 지진 피해 현장을 둘러보고 아가디르 병원이 폐허가 되었다고 보고했다. 지진의 부상자 중 한 명은 작가이자 변호사였던 로빈 머햄이었다. 그는 사다의 리조트가 붕괴되었을 때 쓰러진 대들보 아래에 깔려 몇 시간 동안 갇혀 있던 중 구조되어 경미한 부상을 입고 카사블랑카의 한 병원에서 치료를 받았다. 아가디르 도시는 지진 발생 이틀 후 질병 확산을 막기 위해 대피령이 내려졌다.

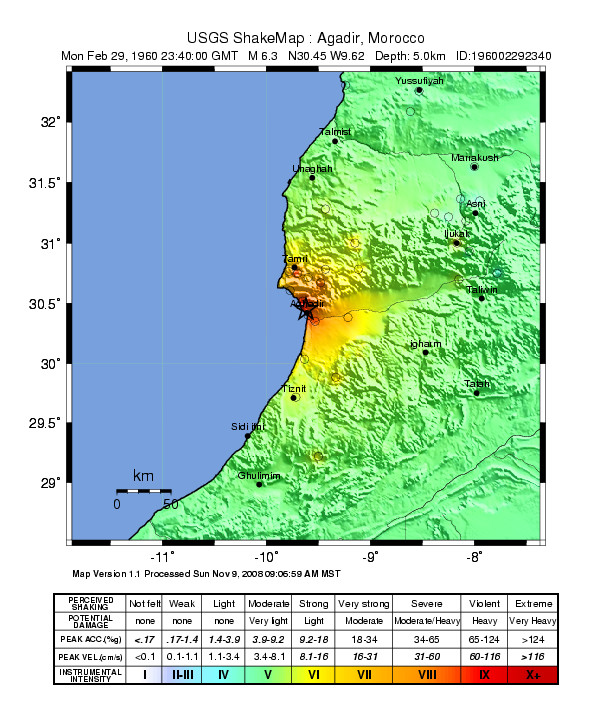
USGS에서 발표한 1960년 아가디르 지진의 각 지역별 진도를 그린 지도.

구조 작업은 심각한 피해 수준과 날씨 때문에 어려움을 겪었다. 이 때 당시 최고기온이 영상 40 °C를 기록하는 등 이례적인 폭염이 이어졌다. 수천 구의 시신이 빠르게 부패하면서 악취가 발생하고 위생상의 문제가 발생했으며, 라마단 금식을 준수하던 구조대원들은 더 큰 어려움에 빠졌다. 또한 많은 피해자들이 치료를 받는 것은 금식을 어기는 것이라고 믿고 치료를 거부했다. 구조대원들은 방독면을 착용했고 구조가 불가능하다고 생각된 지역에는 생석회을 뿌려 부패하는 시체를 처리했는데 이는 매몰되었던 생존자가 사망할 수 있는 위험도 감수해야 했다. 질병 확산을 막고 현장에 몰려든 파리떼를 죽이기 위해 트럭과 헬리콥터를 통해 폐허 위에 DDT를 뿌렸다. 또한 폐허에는 파괴된 하수도에서 쥐가 득실거렸는데 쥐를 죽이기 위해 쥐약을 뿌렸고, 시신을 먹이로 삼은 들개와 들고양이와 같은 큰 동물의 경우에는 총을 쐈다. 파괴 현장에는 약탈자들도 몰려들었는데 이런 약탈자는 적발되면 즉시 총살되었으며 시신은 희생자와 함께 집단무덤에 묻혀졌다. 이런 조치는 현장에서 멀리 떨어진 사람들에게는 냉정하고 잔인한 조치라는 소리를 들었지만 지진 피해 규모와 잠재적인 질병 매개체, 폐허로 인한 급작스런 전염 전파 가능성 등을 고려할 때 전염병 전파를 막기 위해 과감한 조치가 필요했다는 의견도 있다.

## 피해

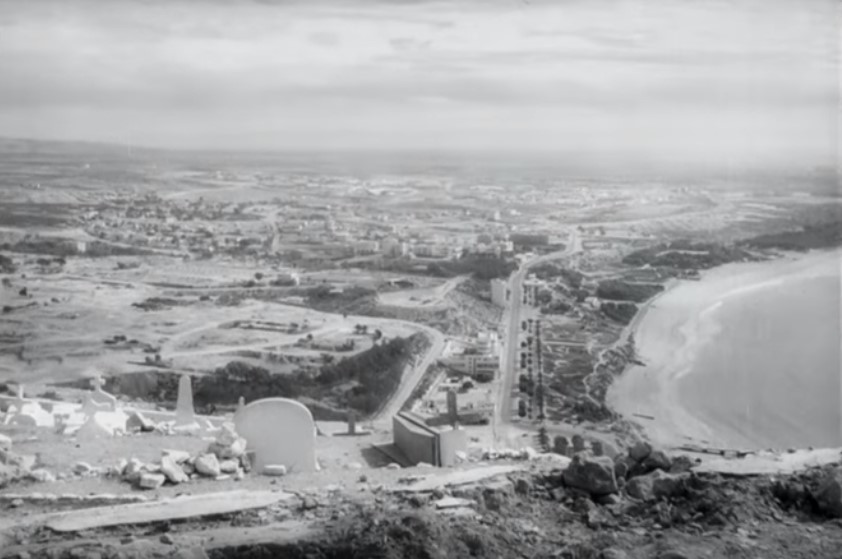
지진 이후 폐허가 된 아가디르의 모습.

아가디르는 1945년에서 1955년 사이 급작스럽게 도시가 발전했으며 이 과정에서 발생한 여러 문제점으로 지진의 피해가 더욱 커졌다. 훈련받지 않은 노동자들이 까다로운 설계를 맡는 경우도 있었으며, 감독도 제대로 이루어지지 않았고 공사를 서둘러 끝내는 경우가 대부분이었다. 1960년 이전에는 큰 지진도 일어난 적이 없었기 때문에 도시에서 건물 건설은 지진 활동을 고려하지 않고 지어졌다. 1층 이상의 조적조 건물은 피해 양상이 거의 동일하게 붕괴되었지만, 철근 콘크리트 구조물은 그 양상이 달랐는데 고층 철근 콘크리트 건물 일부는 완전히 무너졌지만 상당수는 충격에 잘 견뎌냈고 일부는 피해가 거의 없었다. 대부분의 완전 붕괴 사례에서는 건축가가 건축 규정을 고려하지 않고 조례도 부적절하게 집행하여 건물 설계가 규정에 맞지 않게 지어졌다.
도시의 많은 구역이 그냥 흙으로 쌓아올린 판축 건물로 이루어져 있었다. 이런 판축 건축물은 내진 설계가 전혀 이뤄지지 않았고 지진이 나자 완전히 붕괴되어 먼지가 되었다. 이런 지역은 구조 작업 자체가 불가능했고 생존률도 미미했다. 예를 들어 탈보리지트 지역은 주민 5천명 중 생존자가 10명도 채 되지 않았다.

## 같이 보기
- 1960년 지진
- 모로코의 지진

## 참고 문헌
- AISE (1962), 《The Earthquake of Agadir, Morocco》 1판, American Iron and Steel Institute, ASIN B000H5AJDG.
- ANSS, 〈Morocco 1960: M 5.8 – Morocco〉, 《Comprehensive Catalog》, U.S. Geological Survey
- 국제지진센터, 《ISC-EHB Bulletin》, Thatcham, United Kingdom
- Utsu, T. R. (2002), 〈A List of Deadly Earthquakes in the World: 1500–2000〉, 《International Handbook of Earthquake & Engineering Seismology》, Part A, Volume 81A Fir판, Academic Press, ISBN 978-0124406520.